# Санчес, Доминго Франсиско
Доминго Франсиско Санчес Корвалан (исп. Domingo Francisco Sánchez Corvalán; 20 марта 1795, Асунсьон — 1 марта 1870) — государственный деятель Парагвая, вице-президент (с 1862 по 1870).

## Биография
Потомок испанских завоевателей. Специального образования не получил. Занимался самообразованием.
Служил в качестве секретаря Административного совета при диктаторе Гаспаре Родригесе де Франсия, затем при Карлосе Антонио Лопесе.
Был губернатором.
С 1862 по 1870 занимал пост вице-президента Парагвая во время правления Франсиско Солано Лопеса.
Погиб в бою с бразильскими войсками 1 марта 1870 года во время парагвайской войны.